# Gabriëlla Wammes
Gabriëlla Wammes (Amsterdam, 6 november 1985) is een Nederlandse turnster. 
Het hoogtepunt van haar carrière was de vijfde plaats die ze met de Nederlandse ploeg haalde in 2001 op het WK in Gent. Haar beste toestellen waren de brug en vloer. In 2003 kreeg ze een teleurstelling te verwerken, toen de Nederlandse turnploeg zich niet wist te kwalificeren voor de Olympische Spelen 2004 in Athene.
In 2004 beëindigde ze in overleg met Liesbeth Lim haar turncarrière op medische gronden. Ze heeft een aanlegstoornis in haar rug, wat tot medische problemen kan leiden, als ze turnen op topsportniveau blijft beoefenen.
Zij is de zus van Jeffrey Wammes.
Wammes heeft in het blad Helden aangegeven het slachtoffer te zijn geweest van grensoverschrijdend gedrag in de turnwereld.